# Batavia (regione)

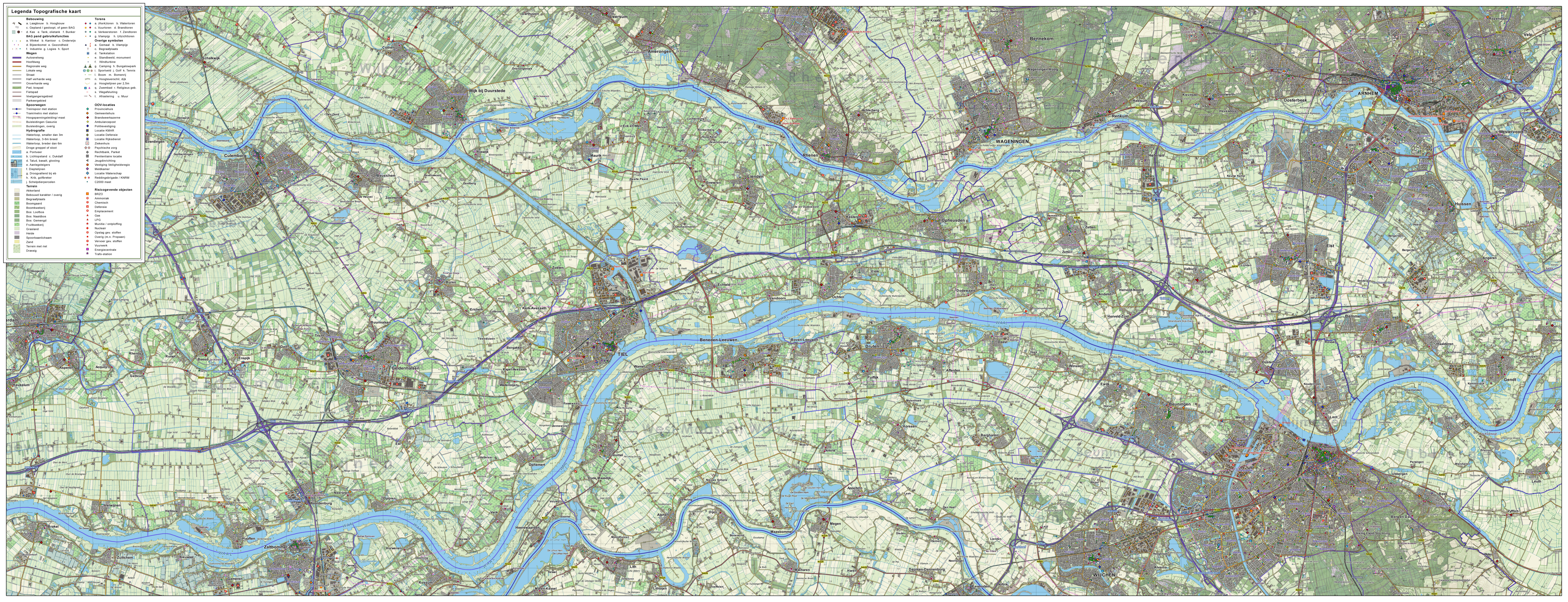
Mappa della regione

La Batavia (olandese: Betuwe) è una regione storica dei Paesi Bassi, situata tra le moderne province di Gheldria e Olanda Meridionale.

## Geografia
La sua città più grande e importante è Tiel, mentre altre città rilevanti sono Buren, Culemborg, Driel, Elst, Geldermalsen, Gendt, Huissen, Randwijk e Tuyll (o Tuil, sede della corte della regione medievale di Teisterbant, che include l'odierna Batavia). La regione si estende per undici municipalità: le intere Overbetuwe, Neder-Betuwe, Lingewaard, Tiel, Culemborg, Neerijnen, Geldermalsen, Lingewaal e Buren, la parte sud della municipalità di Arnhem e la parte nord della municipalità di Nimega.

## Storia
La Batavia era abitata nell'antichità dalla tribù germanica dei Batavi (da cui prende il nome: Tacito la conosceva come Insula Batavorum). Durante il periodo napoleonico dette il nome alla filo-francese Repubblica Batava. Durante il periodo coloniale, Batavia fu anche il nome della capitale delle Indie Orientali Olandesi.